# Heinrich III. von Wangelin
Heinrich III. von Wangelin († 19. Juni 1429 in Bützow) war von 1390 an Domherr in Schwerin, 1395–1419 Dompropst in Schwerin und 1419 bis 1429 Bischof im Bistum Schwerin und ab 1419 erster Kanzler der Universität Rostock.

## Leben
Der vom Domkapitel als Nachfolger von Bischof Heinrich II. von Nauen zum neuen Bischof gewählte Heinrich von Wangelin war seit dem 30. November 1390 Domherr von Schwerin. Zu diesem Zeitpunkt erhielt er schon einen päpstlichen Dispens zum Empfang von Pfründen, die Inhabern von Majorpräbenden vorbehalten waren. Heinrich entstammte der mecklenburgischen Adelsfamilie Wangelin, die zu den Vasallen der mecklenburgischen Herzöge zählte.
Im Bistum Cammin war Heinrich III. ab 20. Juli 1395 Kanonikus zu Güstrow, Bützow und Archidiakon von Stolp. Nach dem Tod des Schweriner Dompropstes Albert Foysan erhielt er nach langwierigen Prozessen am 23. März 1395 durch das päpstliche Gericht das Amt des Dompropsts von Schwerin zugesprochen. Das Archidiakonat Stolp durfte er am 20. Juli 1395 ebenfalls mit päpstlicher Bewilligung gegen ein weiteres Kanonikat mit Majorpräbende im Schweriner Kapitel mit Kardinal Rainald Brancaccio tauschen. Heinrich wurde 1395 Archidiakon von Stolpe genannt. Zusätzlich bestand eine Provision für eine Anwartschaft auf eine Majorpräbende in Bützow und Lübeck. Die Provision für Lübeck war vermutlich erfolgreich, da am 30. Januar 1419 sein Kanonikat mit Präbende und Kantorenamt zu Lübeck anderweitig verliehen wurde. Schon am 19. Dezember 1403 lag er mit Nikolaus Kersebom in einem Streit über verschiedene Kanonikate der Lübecker Kirche.
Der genaue Wahltag Heinrichs III. zum Bischof ist nicht bekannt, die Wahl soll aber zwischen dem 8. und 10. Januar 1419 erfolgt sein, da bereits am 10. Januar 1419 die ersten Zahlungen an die päpstliche Kasse geleistet wurden. Am 30. Januar 1419 erfolgte durch Papst Martin V. die Bestätigung des Electen, die am 6. März 1419 präzisiert wurde. Wann, wo und durch wen Bischof Heinrich III. die Bischofsweihe erhalten hatte, ist nicht bekannt. Dass es aber vor dem 12. November seines Wahljahres geschehen sein muss, ist sicher.
Während seiner Amtszeit stand Bischof Heinrich III. in gutem Einvernehmen mit dem Fürstenhaus. Nach dem Tode Herzog Johanns III. am 16. Oktober 1422 schaltete er sich in die Verhandlungen über die vormundschaftliche Regierung der noch minderjährigen Söhne ein. Die Raubzüge des Edlen Herrn Johannes Gans zu Putlitz durch bischöfliche und herzögliche Gebiete endeten 1425 im Bützower bischöflichen Burggefängnis. Von der weltlichen Macht an den Bischof ausgeliefert, hatte er diesem eine recht hohe Auslösungssumme zu zahlen.
Bemerkenswert ist immerhin die Aufhebung der Rostocker Kalandsbruderschaften auf die Vorstellungen des Rates der Stadt hin, da diese dem gemeinen Wesen Nachteile brächten. Auch geistliche Stiftungen hatte Bischof Heinrich III., besonders in Güstrow, Teterow und in der eigenen Stirftshauptstadt Bützow, gemacht. Besondere Privilegien erhielten die Zisterziensermönche im Kloster Doberan mit Abt Bernhard vom Schweriner Diözesanbischof mit Genehmigung des Papstes Martin V. am 18. Mai 1424. Es durften alle niederen Stellen mit geeigneten Mönchen des Klosters Doberan besetzt werden. Für das Bistum erwarb er das Dorf Lankow mit dem Lankower See nahe Schwerins. Er kümmerte sich auch um das Amt, die Stadt und die sich zu dieser Zeit in einem reparaturbedürftigen Zustand befindliche bischöfliche Nebenresidenz zu Warin.
Heinrich III. starb am 19. Juni 1429 in Bützow und wurde in der Stiftskirche beigesetzt. Sein Grabstein mit Inschrift ist nicht erhalten und sein Testament ist mit dem 28. Januar 1403 datiert.

## Gründung der Universität Rostock

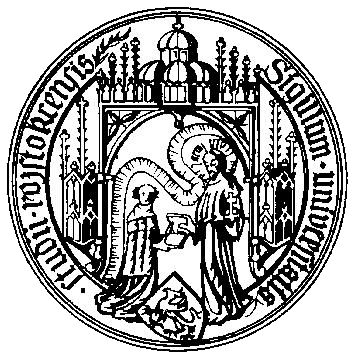
Siegel der Universität Rostock von 1419

Herausragendes Ereignis seiner Zeit als Bischof von Schwerin war die Gründung der Universität Rostock 1419. Die Gründung war von seinem Amtsvorgänger Bistof Heinrich II. sehr gefördert worden, der bei Papst Martin V. unter dem 8. September 1418 einen diesbezüglichen Antrag stellte und die Urkunde siegelte. Am 12. November 1419 hatte dann Heinrich III. in der Rostocker Marienkirche den feierlichen Eröffnungsgottesdienst für die neu errichtete Universität Rostock gehalten und nach Verlesung der päpstlichen Stiftungsurkunde auch offiziell den förmlichen Anfang der Universität erklärt sowie selbst das Kanzleramt für sich und seine Amtsnachfolger übernommen. Am 12. November 1419 wurde Petrus Stenbeke von Bischof Heinrich III., dem Abt des Klosters Doberan Hermann Bokholt, dem Rostocker Archidiaconus Johannes Meynesti, dem Pfarrherrn zu St. Marien in Rostock Nikolaus Türkow und dem Rostocker Bürgermeister Heinrich Katzow zu deren Gründungsrektor berufen.
Der Universität überließ Heinrich III. sein in Rostock am Standort des heutigen Hauptgebäudes gelegenes Wohnhaus mit Hauskapelle als Kollegiengebäude und bestellte des jeweiligen Propst des Stiftskapitels von Bützow, mit dessen Amt auch das des Archidiakons von Rostock verbunden war, als seinen ständigen Vertreter und Kurator der Universität.

## Siegel
Als Dompropst hatte Heinrich III. ein kleines rundes Siegel. In der reich gegliederten gotischen Nische die sitzende Gottesmutter mit dem Jesuskind, zu ihren Füßen ein längsgespaltenes Wappenschild.
Als Bischof Heinrich III. von Wangelin führte er ein rundes kleines Siegel. Dieses enthält unter einem sitzenden Marienbilde mit dem Christkinde in einem gotischen Bogen rechts gelehnt nur das wangelinsche Familienwappen, ein längs gespaltenen Schild, dessen linke Hälfte schraffiert, die rechte dagegen leer ist.
Die Umschrift lautet: S NINRICI, EPISCOPI ECCLE. ZWERNENSIS.